# Syarikat Islam Assafi’iyah
Syarikat Islam Assafi’iyah (SIA), ook wel Asjafia Islam, is een Surinaams genootschap van islamitische Javaanse Surinamers.
De organisatie werd in 1971 opgericht als afsplitsing van Perhimpunan Ahmadiy Islam (opgericht in 1959) en kende rond de oprichting circa 40 deelnemende moskeeën. Bij de federatie zijn oostbidders aangesloten, aanhangers die niet alleen de tradities uit Java volgen, maar ook gebruiken uit het Midden-Oosten. Oostbidders verwijst ernaar dat de aanhangers naar Mekka bidden, wat vanuit Suriname gezien in het Oosten ligt. Aan het eind van de jaren 1970 richtten de overgebleven westbidders de Federatie der Islamitische Gemeenten in Suriname op.
De SIA is aangesloten bij de koepelorganisatie Madjilies Moeslimien Suriname.